# Шаурасені
Шаурасені (саурасені) — одна з гілок палійської форми пракриту. Імовірно, принесена подальшою міграцією, що відтіснила мову маґадган на південний схід і східну периферію індоарійського ареалу, зайнявши її західну область: була поширеною в західній частині сучасного індійського штату Уттар-Прадеш; назва походить від області Шурасена.
Ймовірно, розвинулася безпосередньо з діалекту, який покладено в основу санскриту. Вважалася дуже гарною вишуканою мовою, була особливо вживаною в драмі, як мова жінок і поважних представників нижчих станів.